# دوباره تنها (ترانه داکن)
«دوباره تنها» (به انگلیسی: Alone Again) ترانه‌ای از گروه هوی متال داکن و یکی از قطعه‌های آلبوم با چنگ و دندان است که در سال ۱۹۸۵ منتشر شد. این قطعه را دن داکن (خواننده) و جف پیلسون (باسیست داکن) نوشته‌اند.
در پاور بالاد «دوباره تنها» تلفیق صدای تنور دن داکن با مجموعه‌ای از آکوردهای گیرا و تکنوازی گیتار با هجاهای شمرده -به‌خصوص در قسمت‌های اوج ترانه- تا حد زیادی موسیقی گروه بوستون و برخی دیگر از گروه‌های اِی‌اوآر اواخر دههٔ ۷۰ میلادی را به یاد می‌آورد.
دن داکن این ترانه را در ۲۵ سالگی نوشت و آن را روی یک کاست ضبط کرد. «دوباره تنها» برای هشت سال به فراموشی سپرده شد تا این‌که در زمان تولید با چنگ و دندان شرکت طرف قرارداد به اعضای داکن گفت گروه‌های دیگر مثل نایت رنجر بالادهای موفقی دارند و شما هم باید در آلبوم‌تان یک بالاد داشته باشید. آن زمان بود که دن «دوباره تنها» را به اعضای گروه پیشنهاد کرد و با تغییراتی آن را دوباره ضبط کردند.
این چیزی است که وقتی نوشتمش خیلی جوان و خام بودم. همه می‌پرسند ترانه را در مورد چه کسی نوشتی؟ نمی‌دانم. اسم دختره چی بود؟ یادم نیست. حتماً عاشق بوده‌ام… این آهنگ بسیار غم‌انگیزیست اما یادم نمی‌آید که آن را دربارهٔ چه کسی نوشتم.

## موقعیت در جدول‌های فروش
| جدول (۱۹۸۵)                         | بالاترین رتبه |
| ----------------------------------- | ------------- |
| بیلبورد هات ۱۰۰ ایالات متحدهٔ آمریکا | ۶۴            |
| جدول جریان اصلی راک بیلبورد         | ۲۰            |